# 阿里巴巴全球数学竞赛
阿里巴巴全球数学竞赛为阿里达摩院举办的国际数学竞赛，由中国科学技术协会、阿里巴巴基金会和达摩院共同组织。竞赛不设报名条件，向全球所有数学爱好者开放。 竞赛由阿里创始人马云发起。

## 历史
阿里巴巴全球数学竞赛自2018年開始舉辦。竞赛包含预赛和决赛。决赛优胜者可赢得 “大师班” 入场券并获奖金。

## 比赛规则和形式
2024年阿里巴巴全球数学竞赛分为预选赛和决赛两个阶段。预选赛于北京时间2024年4月13日至4月15日进行，为期48小时，允许参赛者使用书面资料和编程软件作答，但严禁作弊和与他人讨论。预选赛结束后，根据参赛者的分数确定决赛的入围名单，并于6月初公布。
决赛于2024年6月22日举行，为期24小时。参赛者需在考试开始前选择一个题目赛道，包括代数与数论、几何与拓扑、分析与方程、组合与概率、应用与计算数学。决赛为闭卷考试，严禁任何形式的作弊。根据参赛者的表现，评选出金、银、铜奖以及优秀奖，并根据成绩发放相应的奖金。

## 姜萍事件
2024年6月13日，2024阿里巴巴全球数学竞赛公布决赛名单，除了来自北京大学、清华大学、麻省理工學院、劍橋大學、普林斯顿大学等知名高校学生，排名第十二名的江苏涟水县中专生姜萍意外获得社会广泛关注，并被人民日报等主流媒体报道。和姜萍有关的内容一度登上中国大陆各大平台的热搜榜。
但在阿里达摩院发布的视频中，姜萍的板书、笔记出现了一些明显的数学符号书写错误。此外，该视频疑似被剪辑以掩盖姜萍口误（在最初发布的视频中，姜萍将谢惠民的“数学分析”说成了“数学方面”，但后来疑似用该视频中其它词语剪辑替换成类似“数学分析”的读音），引发人们对其数学能力的质疑。在采访视频中，姜萍有关服装设计的回答也引起了服装设计的专业人士的质疑。
王闰秋曾接受采访时曾透露，姜萍的梦想是浙江大学。浙江大学招生办向记者回应，学校对姜萍同学的梦想学校是浙江大学有所了解，也欢迎她报考浙江大学，但还未确定具体方案，入学的形式仍需联合学校各部门综合考虑。
网传姜萍在取得高分后，达摩院团队曾再次为姜萍出题，要求姜萍在黑板答题，几日后方公布成绩。但红星新闻记者从阿里巴巴达摩院团队处获悉，网传消息不实，未曾要求姜萍再次答题。
6月18日，浙江大学教授苏德矿在微博上表示，浙江大学数高院院长励建书院士已向姜萍发出正式邀请，邀请姜萍前来参加浙江大学数高院的暑期班。但姜萍对这一邀请没有做出任何回应。
6月19日，部分入围2024阿里巴巴数学竞赛的决赛选手的集体请愿信发送至赛事组委会官方邮箱。请愿信联署选手名单中，有来自清华大学、早稻田大学、上海交通大学、武汉大学、山东大学等知名高校学生。这场请愿的发起人在社交媒体知乎上表示：“就我个人而言，我对于这场请愿唯一的希望就是揭露事件真相。只要组委会切实、可靠地展开了调查，并及时、公开地发布了详细的调查结果，无论结果如何，我都能够接受。”截至目前，他们仍未收到组委会对请愿的答复。
6月27日，涟水县人民政府回复网友留言称，姜萍在2024年4月高二下学期得分83分（满分150分）的数学月考的截图属实；姜萍参加的数学竞赛由阿里巴巴达摩院组织实施，关于竞赛的情况请向阿里巴巴达摩院核实；姜萍预赛使用的电脑是借的。

### 决赛结果公布前的有关评论
《人民日报》微博评论道：“所谓的爆冷，更像是天赋与勤奋共同书写的励志故事。姜萍学的是服装设计，她设计服装，也用智慧和勇气‘设计’了不被定义的人生。”
复旦大学数学科学学院教授姚一隽在接受采访时说，如果不讨论数学水平，只看答卷水平，“可以（保守地）说，国内95%的数学专业的学生在规定时间内是写不出那样一份答卷的。”
《工人日报》微信公众号评价道：“英雄不问出处。当专业人士都选择相信中专生姜萍也可以进入全球数学竞赛12强时，我们又有什么理由不承认她的优秀呢？难道仅仅因为她生活在现实中，而不是在影视剧中？”

### 决赛结果公布
达摩院曾声称将于8月份公布决赛结果，但直至11月3日，达摩院才公布了决赛获奖名单，共有86人获奖，包括5名金奖、10名银奖、20名铜奖和51名优秀奖得主，其中不包括姜萍。王、姜二人虽晋级决赛，但根据阿里巴巴阅卷结果，两人未获任何奖项，阿里巴巴全球数学竞赛组委会在公布的说明中表示，根据调查了解，江苏省涟水中等专业学校教师王某某及其指导学生在预选赛期间违反了“禁止与他人讨论”的规则，称暴露出竞赛赛制不够完善、管理不够严谨等问题，表示诚挚的歉意；而江苏涟水中等专业学校给予王诫勉谈话处理，取消年度评优资格。百度百科、搜狗百科、抖音百科、360百科均將姜萍词条刪除。